# Kacper Stużyński
Kacper (Gaspar) Stużyński (Sturzeński) herbu Jastrzębiec – wojski kijowski w latach 1577–1591, rotmistrz królewski, rotmistrz zamkowy kijowski w 1569 roku, katolik.
Poseł na sejm 1576/1577 roku z województwa kijowskiego. Odbył misję dyplomatyczną do Turcji.